# Хокер хофинч
Хокер хофинч (енгл. Hawker Hawfinch) је британски ловачки авион. Први лет авиона је извршен 1927. године. 

Учествовао је на конкурсу британске РМ за ловац за носаче авиона, на којем је тесно изгубио. Победник је био Бристол Булдог.
Био је наоружан са два митраљеза Викерс калибра 7,7 мм и лаким бомбама.

## Наоружање
| Наоружање авиона: Хокер хофинч |          |
| Ватрено (стрељачко) наоружање  |          |
| Топ                            |          |
| Митраљез                       |          |
| Број и ознака митраљеза        | 2        |
| Калибар                        | 7,7      |
| Бомбардерско наоружање (бомбе) |          |
| Класичне авио бомбе            | 4        |
| Укупна маса                    | до 36 кг |
| Број тачака за подвешавање     | 4        |
| Ракетно наоружање (ракете)     |          |